# Giuseppe Specchia
Giuseppe Specchia (Roma, 30 gennaio 1943 – Ostuni, 3 maggio 2020) è stato un politico italiano.

## Biografia
Esponente del Movimento Sociale Italiano, viene eletto senatore nel 1987, confermando il proprio seggio anche dopo le elezioni del 1992 e quelle del 1994. Fu Questore del Senato dal 21 aprile 1994 all'8 maggio 1996. Nel 1995 confluisce in Alleanza Nazionale, con cui viene confermato a Palazzo Madama alle elezioni del 1996 e poi a quelle del 2001. Conclude il proprio mandato parlamentare nel 2006.
Ha ricoperto anche il ruolo di consigliere comunale a Ostuni per tre mandati; muore nella cittadina pugliese a 77 anni, nel maggio 2020.